# John Fraser (skådespelare)
John Alexander Fraser, född 18 mars 1931 i Glasgow, Skottland, död 7 november 2020 i London, var en brittisk skådespelare.

## Rollista i urval
- 1953 – Titanic
- 1953 – Ökenråttorna
- 1955 – De flögo österut
- 1955 – Han, hon och katten
- 1961 – Farlig drift
- 1960 – Gröna nejlikan
- 1961 – El Cid
- 1965 – En studie i skräck
- 1965 – På främmande mark
- 1965 – Repulsion
- 1966 – Doktorn går till sängs
- 1968 – Isadora
- 1972 – Columbo (TV-serie)
- 1976 – I skräckens våld
- 1981 – Doctor Who (TV-serie)
- 1983 – Den hemlighetsfulle motståndaren (TV-film)
- 1992 – Den skoningslösa jakten (miniserie)